# マルコ・ヒエタラ
マルコ・ヒエタラ （Marko Hietala、1966年1月14日 -  ）は、フィンランド出身の作曲家、ベーシスト、ボーカリスト。
非凡なベース・プレイはもとより、デビュー時にはロニー・ジェイムス・ディオにも例えられたその強力な声で数多くの作品に参加している。特にターヤ・トゥルネンとのデュエットは世界中で賞賛された。また、アイアン・メイデンからブルース・ディッキンソンが脱退した際、後任候補にあがっていた。
既婚で三人の子供がいる。

## 略歴
1984年に兄であるザシャリー・ヒエタラと共にバンド結成、Purgatory を名乗り1985年にレコード契約を獲得する。その際にバンド名変更を要求されたためバンド名をタロットとし、フィンランドで初めてのヘヴィメタルバンドとしてアルバム The Spell of Iron でデビューする。
アルバム For the Glory of Nothing 発表の後タロットが活動休止となったため、シナジーや Conquest に参加。さらにカバー・バンド Metal Gods で活動を行う。
シナジーとしてツアーした際にヘッドライナーであったナイトウィッシュのメンバー、中でもツォーマス・ホロパイネンと意気投合し、彼らのアルバム『センチュリー・チャイルド』より正式メンバーとなる。この際にシナジーとナイトウィッシュを掛け持ちする予定であったが、シナジーを解雇されてしまう。
ナイトウィッシュに参加したことでタロットも再び脚光を浴びることになり、ナイトウィッシュが活動を休止している時のみタロットにて活動を行っている。
2007年には、ニュークリア・ブラスト設立20周年を記念して結成されたプロジェクトニュークリア・ブラスト・オールスターズに参加した。
2018年に自伝『Ruostumaton』を発表。
2019年3月、すべてフィンランド語で書かれた自身初のソロアルバム『Mustan sydämen rovio』をフィンランド国内で先行発表。翌2020年1月に同アルバムの英語版『Pyre of the Black Heart』を世界的に発表。
2021年1月、約20年間ベーシストを務めたナイトウィッシュからの脱退を表明。更にヒエタラは声明の中で、公の場からも引退することをも表明した。ヒエタラは、近年のストリーミング会社やプロモーター会社に搾取されるという現状に幻滅したことや、慢性的な鬱病という現状から脱退、引退を決断したとしている。ただし、将来的にミュージシャンとして復帰する可能性についても示唆している。
2022年7月～8月、Northern Kingsと自身のソロでフィンランド内の各サマーフェスティバルに出演。同じく12月、ソリストとして参加しているRaskasta Jouluaツアーの期間中に自身のInstagramで活動の再開を公式に発表。
2024年2月～3月、ナイトウィッシュで2001年～2005年の間共に活動をしていたターヤ・トゥルネンとの南米ツアーを開催。ツアーでもプレイされている両名による新曲『Left on Mars』の3月13日リリースを発表。

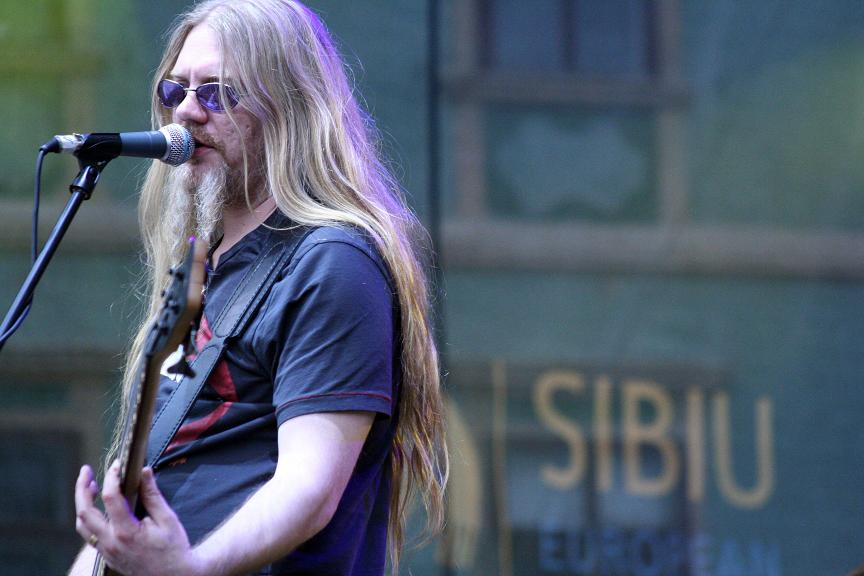
マルコ・ヒエタラ

## 機材
- Kramer Forum 1 : Bass Guitar
- Warwick Infinity 2000 LTD : Bass Guitar
- Warwick Infinity NT Flamed Maple : Bass Guitar
- Warwick Vampyre NT : Bass Guitar
- Warwick Buzzard Signature JE (Rusty Finish) : Bass Guitar
- Warwick Buzzard BO : Bass Guitar
- Warwick Star Bass II Maple : Bass Guitar
- Warwick/Framus Starbass/Mayfield : Bass/Guitar DoubleNeck
- Warwick/Framus Infinity/Panthera # 14-2774 : Bass/Guitar DoubleNeck
- Warwick Pro-Tube IX : Amplifier
- Warwick Hellborg Mono Power 500: Power Amplifier
- Warwick 410Pro (4x10) : Speaker Cabinets
- Warwick Hellborg Big Cab (2x15) : Speaker Cabinets
- Tech21 SansAmp GT2 : Amp Modeler
- Tech21 SansAmp RBI: Rack Mount Pre-Amp/DI
- Tech21 SansAmp PSA-1.1 : Rack Mount Pre-Amp/DI
- Boss ME-50B : Multi-Effect Processor
- DR Strings : Strings

ベースは全て4弦でチューニングは全音下げ(D, G, C, F)にしている。
全ベースにHipshotのBass Xtenderを装備しており、曲によって4弦のみ更に全音下げ(DからC)にしている。
Kramerベース使用期のTarotではヘヴィーに改造を施した50Wのオールド Marshall ヘッドに15インチ2つの Marshall キャビネットと 10インチ4つのアルミニウムスピーカーを搭載した Hartke キャビネットを使用していた。スタジオではアンプを使わずMACと、SansAmpペダルもしくはプラグインで使用していた。幾つかのミキシングセッションでは空気感と環境音を得る為アンプとキャビネットを使用している。

## ディスコグラフィ

### タロット
- スペル・オブ・アイアン The Spell of Iron (1986年)
- フォロー・ミー・イントゥ・マッドネス Follow Me into Madness (1988年)
- トゥ・リブ・フォーエバー To Live Forever (1993年)
- トゥ・リブ・アゲイン To Live Again (ライブ盤、1994年)
- スティグマータ Stigmata (1995年)
- フォー・ザ・グローリー・オブ・ナッシング For the Glory of Nothing (1998年)
- シャイニング・ブラック Shining Black (コンピレーション盤、1999年)
- サッファー・アウア・プレジャー Suffer Our Pleasures (2003年)
- クロウズ・フライ・ブラック Crows Fly Black (2006年)
- アンデッド・インディード・ライブ Undead Indeed Live (ライブ盤、2008年)
- グラヴィティ・オブ・ライト Gravity of Light (2010年)
- スペル・オブ・アイアン MMXI The Spell of Iron MMXI (2011年)

### シナジー
- トゥ・ヘル・アンド・バック To Hell and Back (2000年)
- スーサイド・バイ・マイ・サイド Suicide By My Side (2002年)

### ナイトウィッシュ
- センチュリー・チャイルド Century Child (2002年)
- End of Innocence (2003年)
- ワンス Once (2004年)
- エンド・オブ・アン・エラ End of an Era (2006年)
- ダーク・パッション・プレイ Dark Passion Play (2007年)
- イマジナリアム Imaginaerum (2011年)
- エンドレス・フォームズ・モスト・ビューティフル Endless Forms Most Beautiful (2015年)

### ディレイン
- ルシディティ Lucidity (2006年)
- エイプリル・レイン April Rain (2009年)

### ノーザン・キングス
- リボーン Reborn (2007年)
- リスローンド Rethroned (2008年)

### Sapattivuosi
- Ihmisen Merkki (2009年)

### Marko Hietala
- Mustan sydämen rovio (2019年)
- Pyre of the Black Heart (2020年)

### その他
- Conquest: Conquest (1999年)
- After Forever: Being Everyone (2005年)
- Amorphis: Eclipse (2006年) - ボーカル・プロデュース及びボーカル・アレンジで参加。
- Amorphis: Silent Waters (2007年) - ボーカル・プロデュース及びバッキング・ボーカルで参加。
- Nuclear Blast All-Stars: Into the Light (2007年)
- Marenne: The Past Prelude (2009年)
- Amorphis: Skyforger (2009年) - ボーカル・プロデュース及びバッキング・ボーカルで参加。